# Pachysylvia
Pachysylvia és un gènere d'ocells de la família dels vireònids (Vireonidae ).

## Taxonomia
Segons la Classificació del Congrés Ornitològic Internacional (versió 13.1, 2023) aquest gènere està format per cinc espècies:
- Pachysylvia decurtata - vireó menut.
- Pachysylvia hypoxantha - vireó ventregroc.
- Pachysylvia muscicapina - vireó papamosques.
- Pachysylvia aurantiifrons - vireó frontdaurat.
- Pachysylvia semibrunnea - vireó de clatell rogenc.